# 상주 사서 전식 신도비
상주 사서 전식 신도비(尙州 沙西 全湜 神道碑)는 대한민국 경상북도 상주시 외답동 산24-1에 있는 신도비이다. 2009년 12월 28일 경상북도의 유형문화재 제419호로 지정되었다.

## 규격
- 비신 178×80cm
- 이수 65×120cm
- 귀부 90×160cm

## 제작연대
- 1700년(숙종 26)

## 지정 사유
이 비는 사서 전식(沙西 全湜, 1563 ~ 1642)의 신도비(神道碑)이다. 상주 지역에서 정경세(鄭經世), 이준(李埈) 등과 더불어 서애 류성룡의 대표적인 문인인 그는 임진왜란 때 창의군의 군량유사로서 많은 공을 세워 찰방(察訪)이 되었으며, 1603년 식년문과에 급제한 후 전적·예조정랑 등을 거쳐 이조참의·대사간·부제학 등을 역임하였다. 사후(死後)에 좌찬성에 증직되었으며, 아들 전극항이 병자호란 때 창의한 공으로 좌의정에 추증되었다.
신도비는 1700년(숙종26)에 세워졌으며, 이수(螭首)의 용무늬(龍紋, 용문)이 사실적으로 조각되어 있고 귀부(龜趺)도 매우 힘차게 조각되어 있어 특징적이다. 또한 비문의 찬자(撰者)인 조경과 이봉징은 당대를 대표하는 학자로 정평이 나 있으며, 신도비의 건립연대나 규모 및 전식(全湜)의 위상을 등을 고려해 볼 때 역사적인 가치가 크다고 판단되므로 유형문화재(有形文化財)로 지정한다.

## 참고 자료
- 상주 사서 전식 신도비 - 국가유산청 국가유산포털